# Dun Carloway
Il Dun Carloway Broch o più semplicemente Dun Carloway (in gaelico scozzese: Dùn Chàrlabhaigh), noto anche come broch di Carloway (in inglese: Carloway Broch), è una torre preistorica del distretto scozzese di Carloway, nell'isola di Lewis e Harris (Ebridi Esterne), risalente probabilmente al I-II secolo a.C.  Insieme al broch di Mousa è uno dei broch dell'Età del ferro meglio conservati in Scozia.
La struttura è posta sotto la tutela dello Historic Environment Scotland.

## Storia
All'epoca della costruzione, il broch si ergeva probabilmente per un'altezza di circa 9 metri.
Il Dun Carloway risultava probabilmente perfettamente conservato ancora nel XVI secolo, quando vi trovarono rifugio alcuni membri del clan Morrison di Ness, che lo usarono come fortezza.
In seguito, il broch venne menzionato nel 1797 nel resoconto di un ministro locale.
Nel 1971, furono effettuati degli scavi, che riportarono alla luce quelli che sono stati interpretati come resti di focolari.

## Architettura
Il Dun Carloway è situato nella costa occidentale dell'isola di Lewis, a circa 1,5 da Carloway, e si erge su una collina che si affaccia sul Loch Roag.
Il broch raggiunge un'altezza di 6,7 metri e ha un diametro di 14,3 metri. È circondato da un cortile interno della larghezza di 7,5 metri.